# Mark Warschawskyj

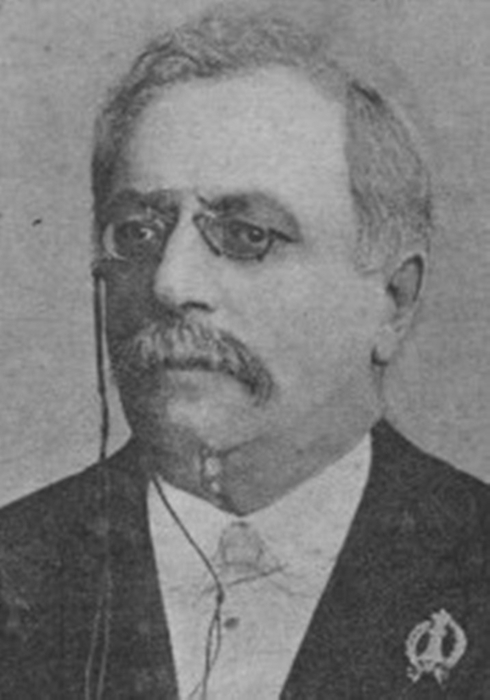
Mark Warshawsky

Mark Markowytsch Warschawskyj (russisch Марк Маркович Варшавский, jiddisch: מאַרק וואַרשאַווסקי; geboren 1848 in Odessa, Russisches Kaiserreich; gestorben 1907 in Kiew, Russisches Kaiserreich) war ein jiddischsprachiger Volksdichter und -komponist.
Geboren in Odessa zog er mit seiner Familie nach Schytomyr (damals im Russischen Kaiserreich, heute in der Ukraine); in Schytomyr besuchte er die vierjährige staatliche rabbinische Schule. Im Anschluss studierte er ein Jahr lang Jura auf der Universität von Odessa, schloss sein Studium auf der Universität von Kiew ab und war in Kiew als Anwalt tätig. Er war sein ganzes Leben lang Anwalt und schaffte es kaum, seinen Lebensunterhalt zu bestreiten. 1903 zog er nach Belgien, um dort als Rechtsberater für eine Firma zu arbeiten; als er 1905 erkrankte, kehrte er nach Kiew zurück, wo er zwei Jahre später verstarb.
Warschawskyj wurde von Scholem Aleichem entdeckt, und die beiden gestalteten von da an gemeinsame Dichter- und Liederabende. Im Jahr 1900 veröffentlichte er seine erste Liedersammlung Jiddische Volkslieder mit Noten. Toni Türk machte sein „Volkslied“ Der Alef Beth bekannt.